# Пало Дуро
Пало Дуро (на английски: Palo Duro Canyon) е каньон, който се намира в северната част на Тексас, САЩ. Името е испанско и означава „твърдо дърво“ и се отнася до храстите и дърветата с твърда дървесина, виреещи в каньона. Каньона е изсечен в източните склонове на Капрок във Високите равнини през последните 90 милиона години от водите на Преъри Дог Таун Крийк и от атмосферните влияния. Началото на каньона се намира на 15 мили югоизточно от Амарило в окръг Рандал. Каньона се простира на 60 мили в югоизточна посока през окръг Армстронг и окръг Бриско. Дълбочината му е 800 фута от върха до дъното (приблизително 3.500 фута до 2400 фута над морското равнище) и средна ширина повече от 6 мили. Стръмните стени на каньона са оцветени от ярки слоеве в оранжево, червено, кафяво, жълто, сиво, кафяво и бяло, които показват четири различни геологични периода във времеви диапазон на повече от 240 милиона години. Естествената растителност на каньона се състои от различни треви и други растителност като бодлива круша, юка, мескити, хвойна, тополи, върби, и кедър.
Поради наличието на дървета, вода, дивеч, годни за консумация диворастящи растения, суровини за оръжия и инструменти, и подслон от суровите зимни ветрове, Пало Дуро е любимо място за лагеруване от времето на праисторическите хора и по-късните индиански племена. Различни артефакти намерени в каньона датират от периода между 10 000 и 5000 пр.н.е.
Предполага се, че първите европейци, които виждат каньона са хора от експедицията на Франсиско Васкес де Коронадо в края на пролетта на 1541 г. По това време в района живеят някои групи на апачите, които зависят в голяма степен от бизоните за храна, облекло и подслон. През 18 век, след като прерийните индианци се сдобиват с коне, каньона се превръща в основен лагер за команчите и кайовите. Търговците от Ню Мексико често идват тук да търгуват с индианците. Първите англо-американците, които идват да проучат каньона са членове на експедицията на капитан Рандолф Марси през 1852 г., които търсят изворите на Ред Ривър. Команчите и техните съюзници продължават да лагеруват там до 1874 г., когато американските войски под командването на полковник Раналд Макензи атакуват голям лагер на команчите, кайовите и шайените, принуждавайки ги да се върнат в своите резервати в Индианската територия. През 1876 г. са направени подробни топографски и научни проучвания на каньона.
Каньона става важен за скотовъдците в региона за следващия половин век, той също става популярно място за жителите в околността. През 1933 г. щата Тексас закупува земя в горната част на каньона и създава парка Пало Дуро. Днес парка, който обхваща над 15 000 акра, ежегодно е посещаван от над половин милион посетители.
- Щатски парк Каньон Пало Дуро
- Кепитъл Пийк
- Изглед към каньона
- Изглед към каньона